# Denkmäler und Brunnen in Schweinfurt

Rückert-Denkmal (1890) am Marktplatz

Der Artikel Denkmäler und Brunnen in Schweinfurt gibt einen Überblick über Denkmäler, Industriedenkmäler, Brunnen, Gedenkstätten und Mahnmale in Schweinfurt.

## Denkmäler und Brunnen

### 18. und 19. Jahrhundert

#### Vier-Röhren-Brunnen
Der Vier-Röhren-Brunnen (1772) befindet sich am Albrecht-Dürer-Platz, der ursprünglich Holzmarkt hieß. Danach, in der Gründerzeit, wurde der Platz wegen des Vier-Röhren-Brunnens in Am Neuen Brunnen umbenannt. Der Brunnen stand zu jener Zeit an der südlichen Platzseite (siehe: unteres Foto um 1910); heute steht er an der Nordseite (siehe: Foto von 2018).

#### Ludwigsbrunnen
Der Ludwigsbrunnen (1830, Klassizismus) von Johann Nepomuk Pertsch ist ein turmartiger Brunnen aus Sandstein mit Akroterienbekrönung, Chronogramm und Brunnenbecken in einer Rundbogennische. Er steht am Fuß der historischen Weinberge an der alten Mainleitenstraße. Das Königreich Bayern ließ die Straße zur Chaussee ausbauen (siehe: Peterstirn, Mainleitenstraße). Aus diesem Anlass wurde zu Ehren des bayerischen Königs Ludwig I. der Brunnen errichtet.

#### Rückert-Denkmal
Das Rückert-Denkmal (1890) am Markt ist ein Bronzeguss von Wilhelm von Rümann und Friedrich von Thiersch für den 1788 in Schweinfurt geborenen Dichter und bahnbrechenden Übersetzer orientalischer Dichtung Friedrich Rückert, der mindestens 44 Sprachen beherrschte. Zu Füßen des auf einem Stuhl sitzenden Dichters befinden sich allegorische Figuren seines Werkes Die Geharnischte Sonette, das er 1813 unter dem Pseudonym Freimund Raimar gegen Napoleon I. schrieb und der Weisheit des Brahmanen.

Rückert-Denkmal und Gedenktafel
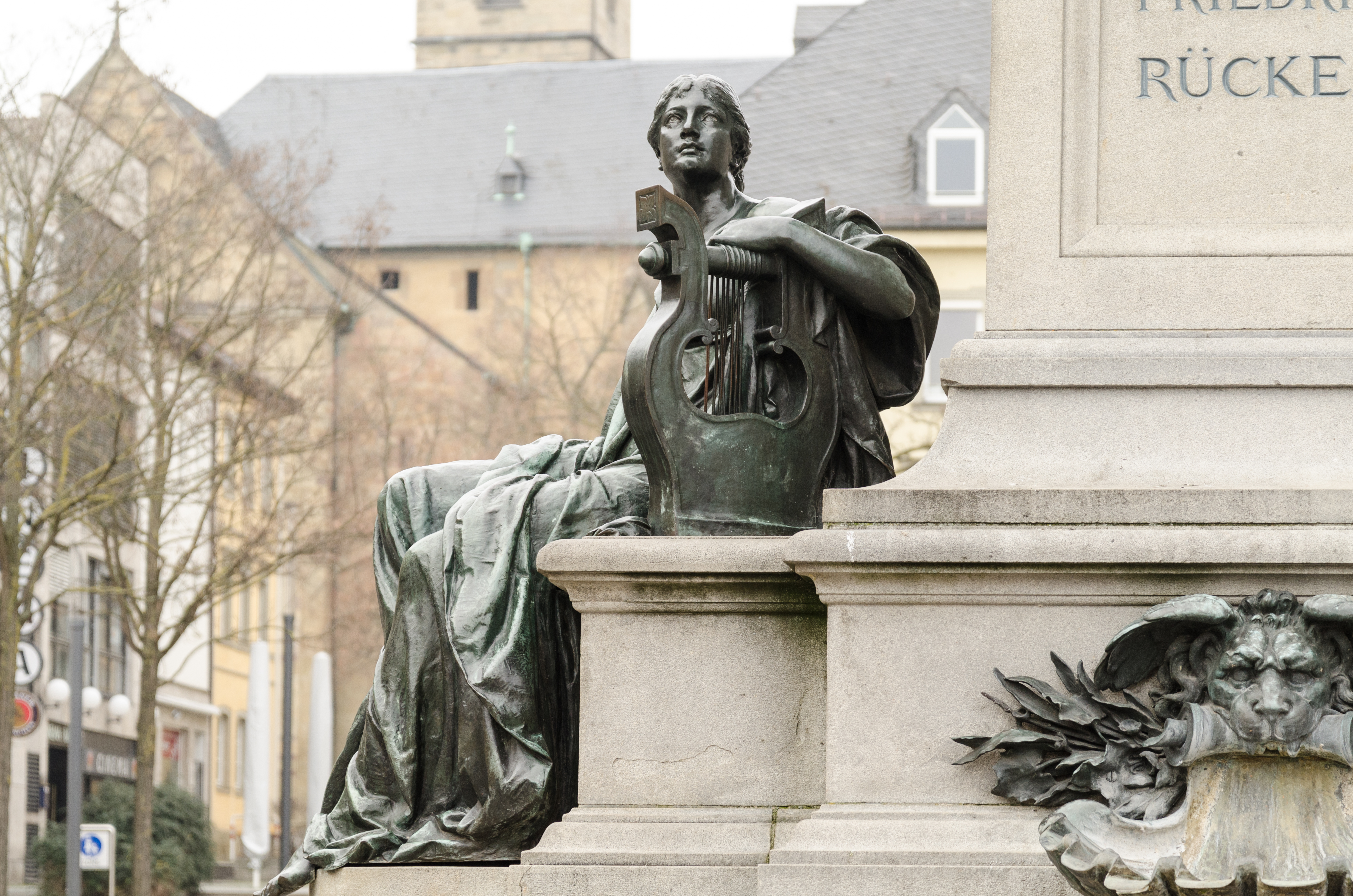
Rückert-Denkmal am Markt (1890)
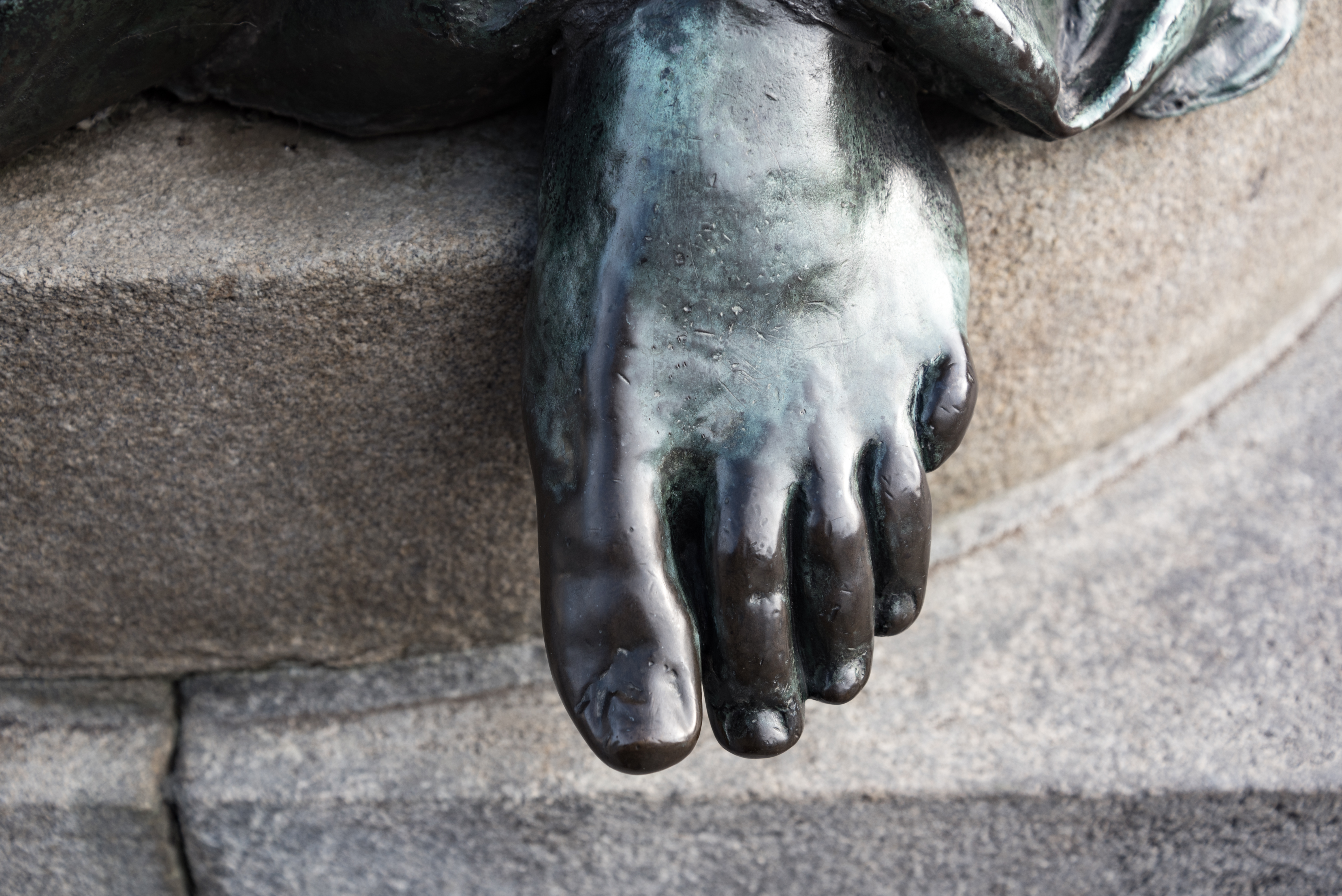
Detail am Rückert-Denkmal
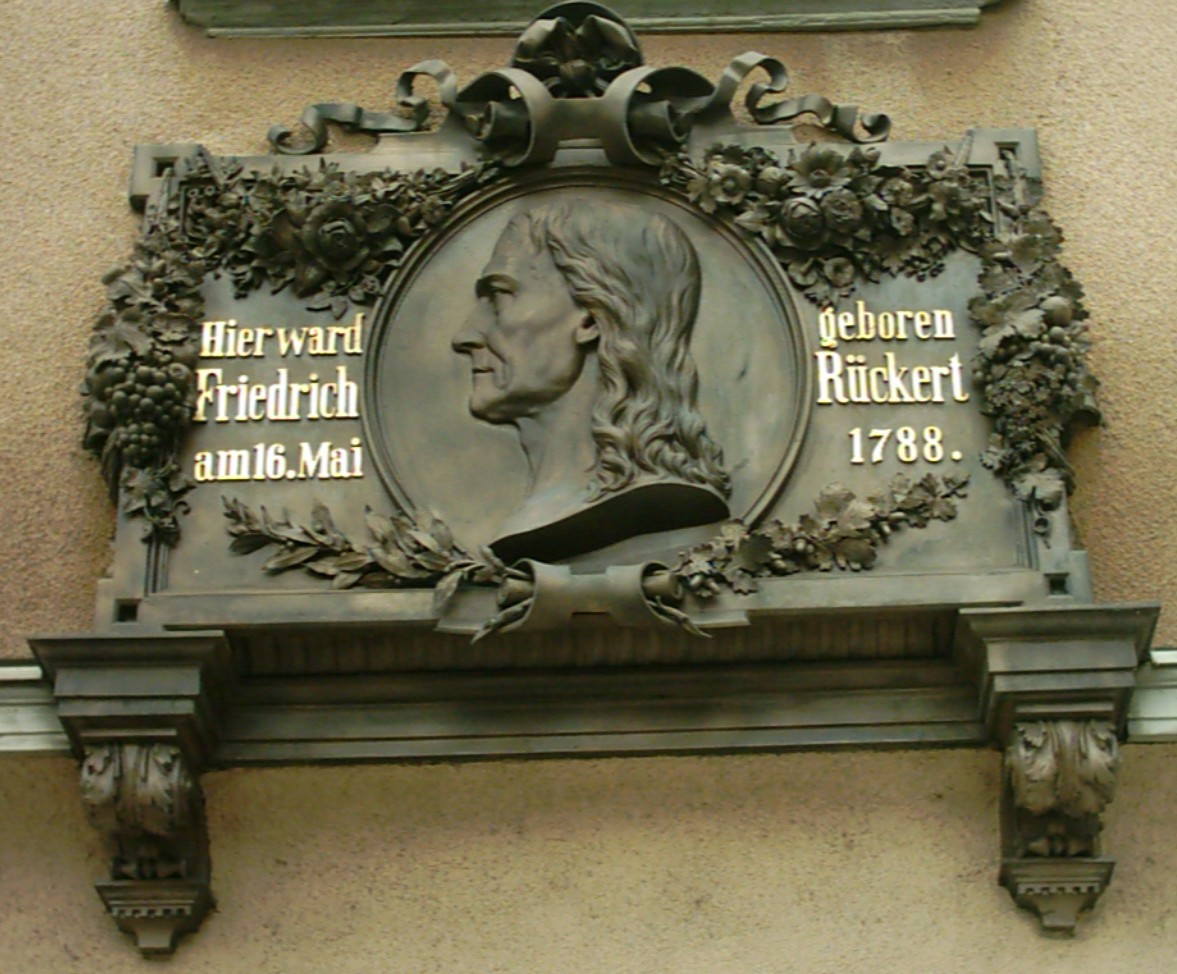
Gedenktafel am Geburtshaus Friedrich Rückerts am Markt

#### Kriegerdenkmal am Alten Friedhof
Am Alten Friedhof, gegenüber der Heilig-Geist-Kirche, sind zwei Löwen am Eingangsportal Überreste des im Zweiten Weltkrieg eingeschmolzenen Kriegerdenkmals von Ignatius Taschner (1895) für die Gefallenen des Deutsch-Französischen Kriegs 1870/71.

Weitere Denkmäler und Brunnen aus dem 18. und 19. Jahrhundert
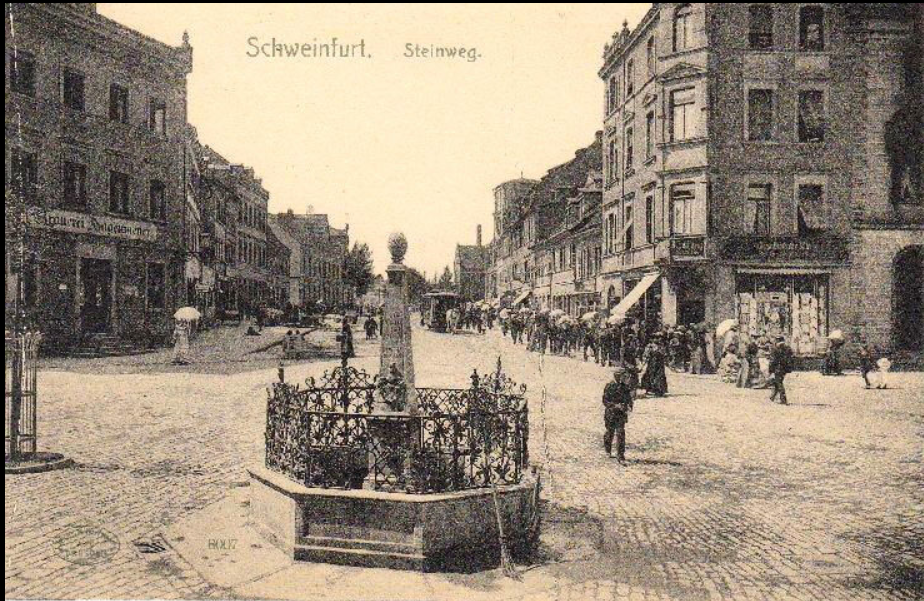
Vier-Röhren-Brunnen Am neuen Brunnen, heute: Albrecht-Dürer-Platz, Foto um 1910 (1772)
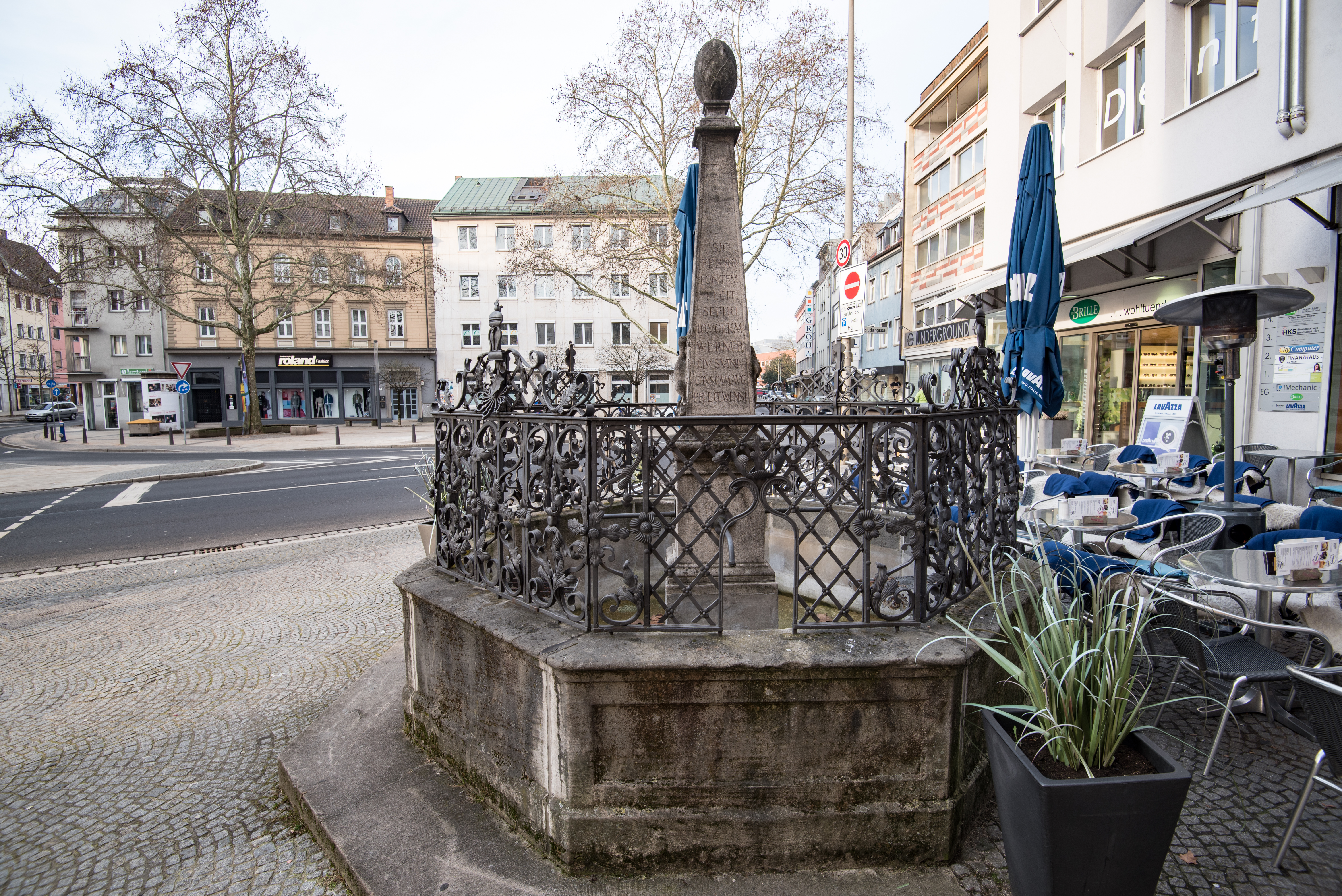
dto., Foto von 2018
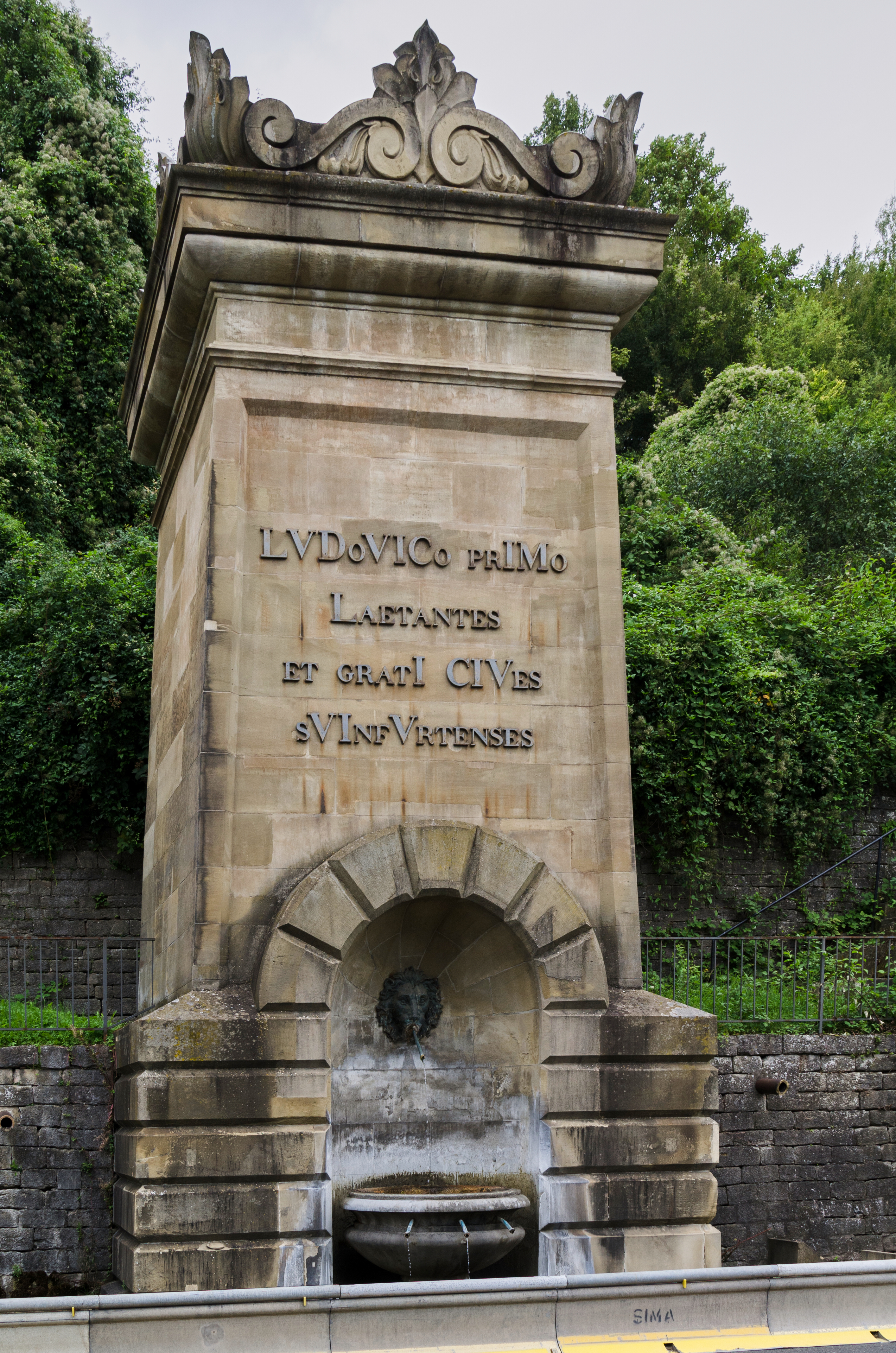
Ludwigsbrunnen (1830)
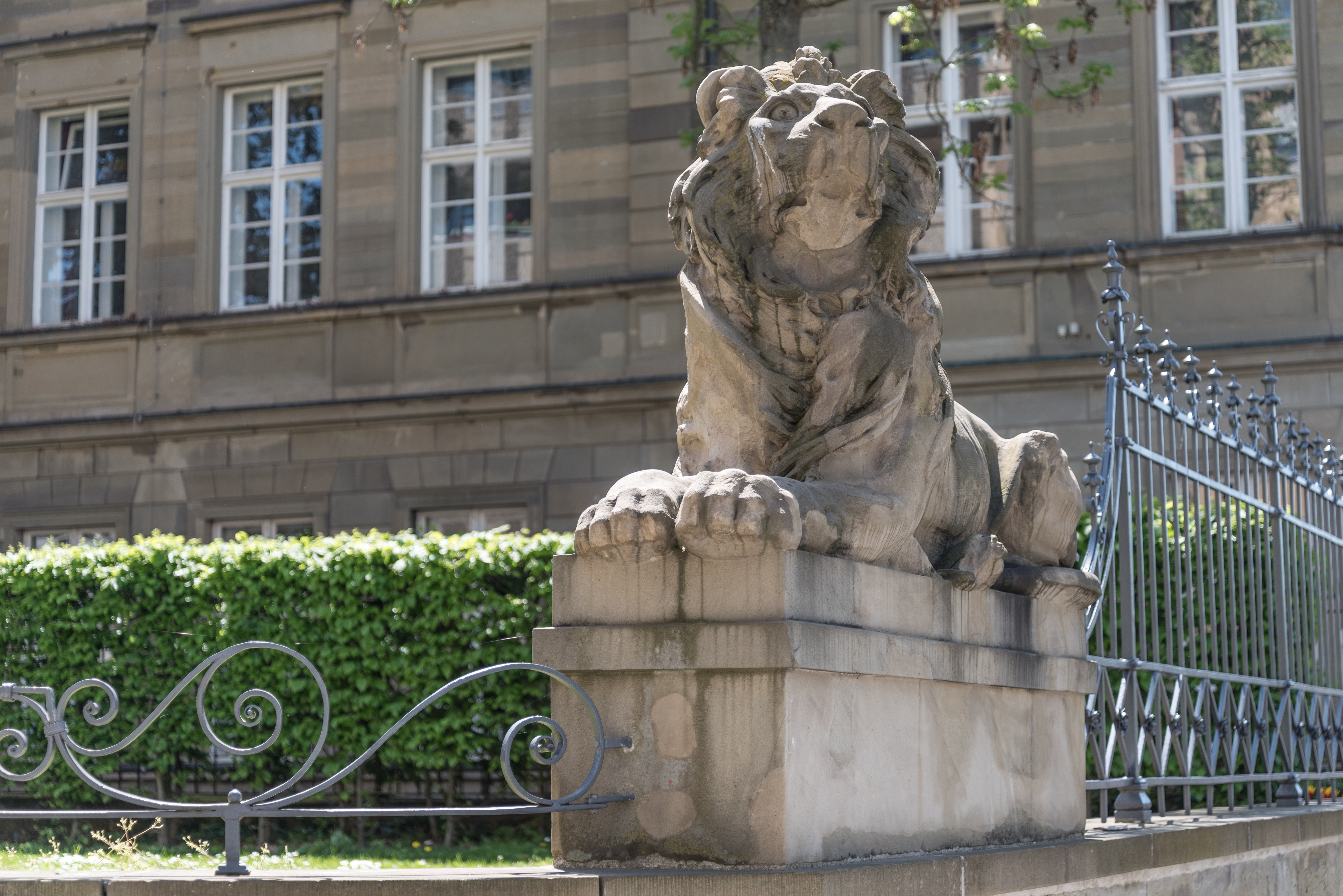
Löwenportal am einstigen Kriegerdenkmal am Alten Friedhof (1895)

- Vier-Röhren-Brunnen
Am neuen Brunnen,
heute: Albrecht-Dürer-Platz,
Foto um 1910
(1772)
- dto.,
Foto von 2018
- Ludwigsbrunnen (1830)
- Löwenportal am einstigen Kriegerdenkmal
am Alten Friedhof
(1895)

### 20. und 21. Jahrhundert

#### Rossbändiger-Brunnen
Der Rossbändiger-Brunnen (1934, Neoklassizismus) von Josef Wackerle steht am Platz vor der Kunsthalle.

#### Denkmal am Sachs-Stadion
Das Denkmal am Sachs-Stadion (1936, Neoklassizismus, bis 2021 Willy-Sachs-Stadion) ist ein Bronzeguss von Ludwig Gies zu Ehren des Stadionstifters Willy Sachs. Auf einem Pylon ruht ein nationalsozialistischer Reichsadler von Gies, der auch den Bundesadler im Plenarsaal des Bonner Bundeshauses schuf. 
Das Denkmal ist bundesweit bekannt und wurde in den Medien bis 2021 wiederholt abgebildet. Grund dafür war der damalige Stadionname (der am Denkmal in vergoldeten Buchstaben angebracht ist) wegen der Verbindungen von Willy Sachs zum Nationalsozialismus und der Anwesenheit von Heinrich Himmler und Hermann Göring bei der Einweihung des Stadions.

#### Brunnen im Châteaudun-Park
Ein Brunnen von Torolf Engström (1966) befindet sich im Châteaudun-Park auf einem im Sommer als Liegewiese genutzten Rasen vor dem Stadttheater. Er wird nachts angestrahlt, besteht aus zwei Schalen aus Beton und Stahl und wurde unter Denkmalschutz gestellt.

#### Steinkreis im Motherwell-Park
Der Motherwellpark wurde nach der ältesten Partnerstadt Schweinfurts (in Schottland) benannt (siehe: Schweinfurt, Städtepartnerschaften). Am Baum der Freundschaft wurde ein Steinkreis aufgestellt. Der Kreis besteht aus zwölf Steinen und hat einen Innendurchmesser von zwölf Metern.
Der Steinkreis stammt vom Schweizer Künstler Franz Baumberger (* 1940 Eschlikon; † 2008 Guarda) und war bereits im Jahr 2000 auf dem Martin-Luther-Platz aufgebaut worden. Er stand dort als Station des Skulpturenwegs Wegzeichen im Rahmen des ersten Nachsommers Schweinfurt (siehe: Schweinfurt, Festivals). Auf Initiative von ehemaligen Schülerbands und Alt-OB Kurt Petzold wurde die Skulptur mit den Erlösen der Konzerte und mit Unterstützung der Stiftung der Sparkasse Schweinfurt aufgekauft und schließlich am heutigen Ort aufgestellt.

#### Anker
Der Anker vom Berliner Künstler-Ehepaar Brigitte und Martin Matschinsky-Denninghoff ist eine Monomentalskulptur auf dem östlichen Ende der Schleuseninsel. Brigitte Matschinsky-Denninghoff war Assistentin bei Henry Moore.

Denkmäler und Brunnen aus dem 20. und 21. Jahrhundert
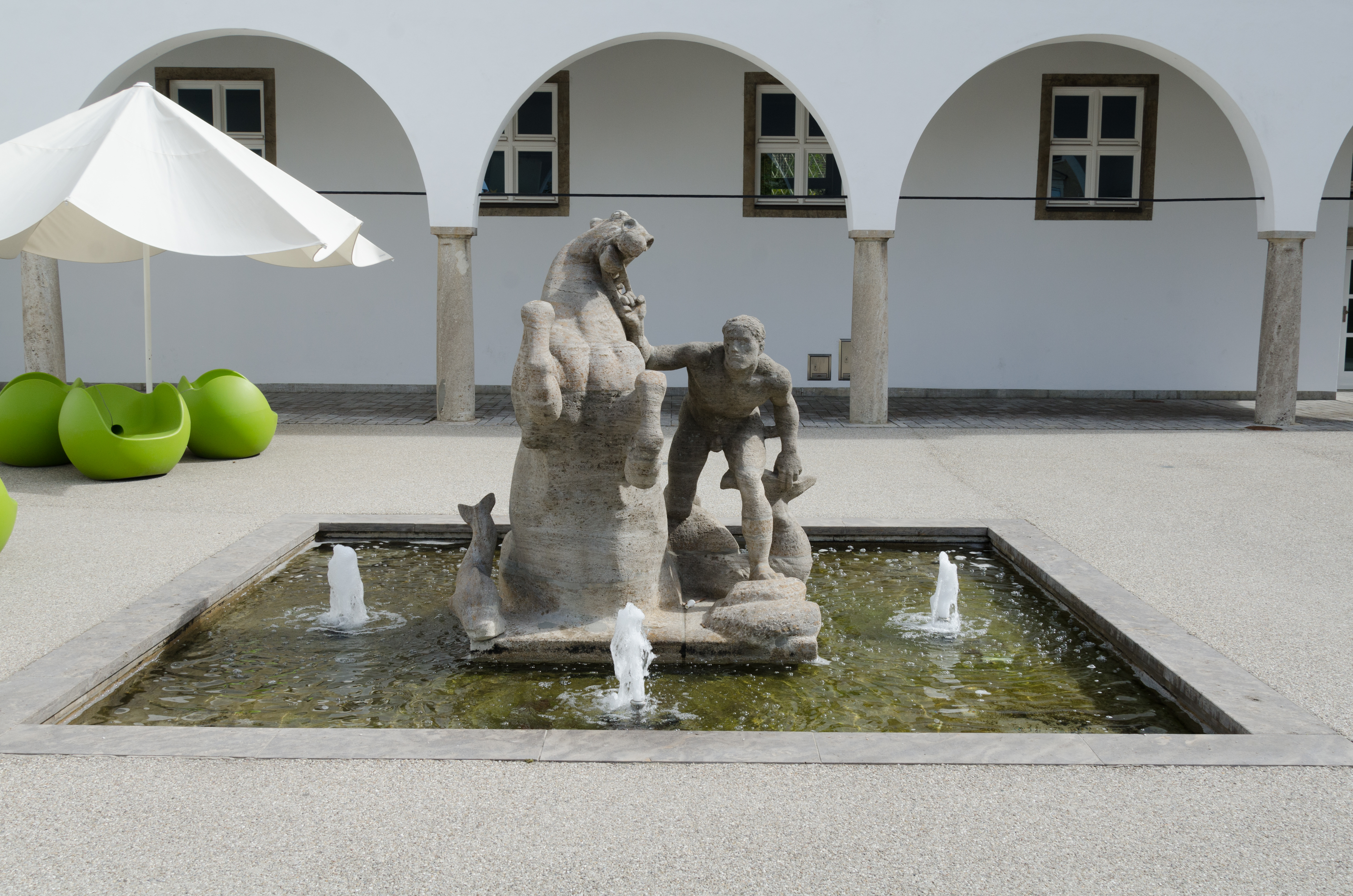
Rossbändiger-Brunnen (1934) an der Kunsthalle Schweinfurt
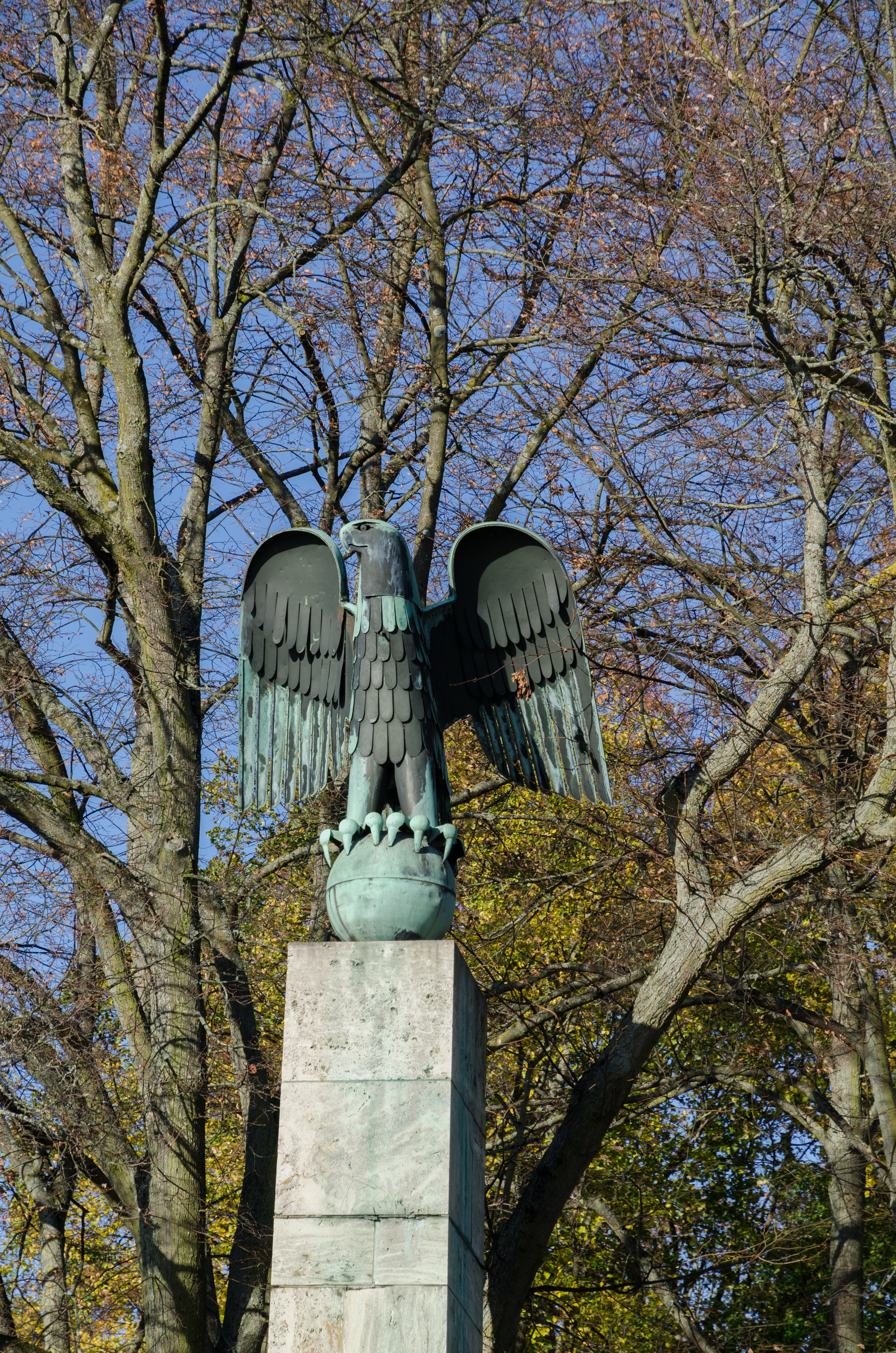
Denkmal am Willy-Sachs-Stadion (1936)
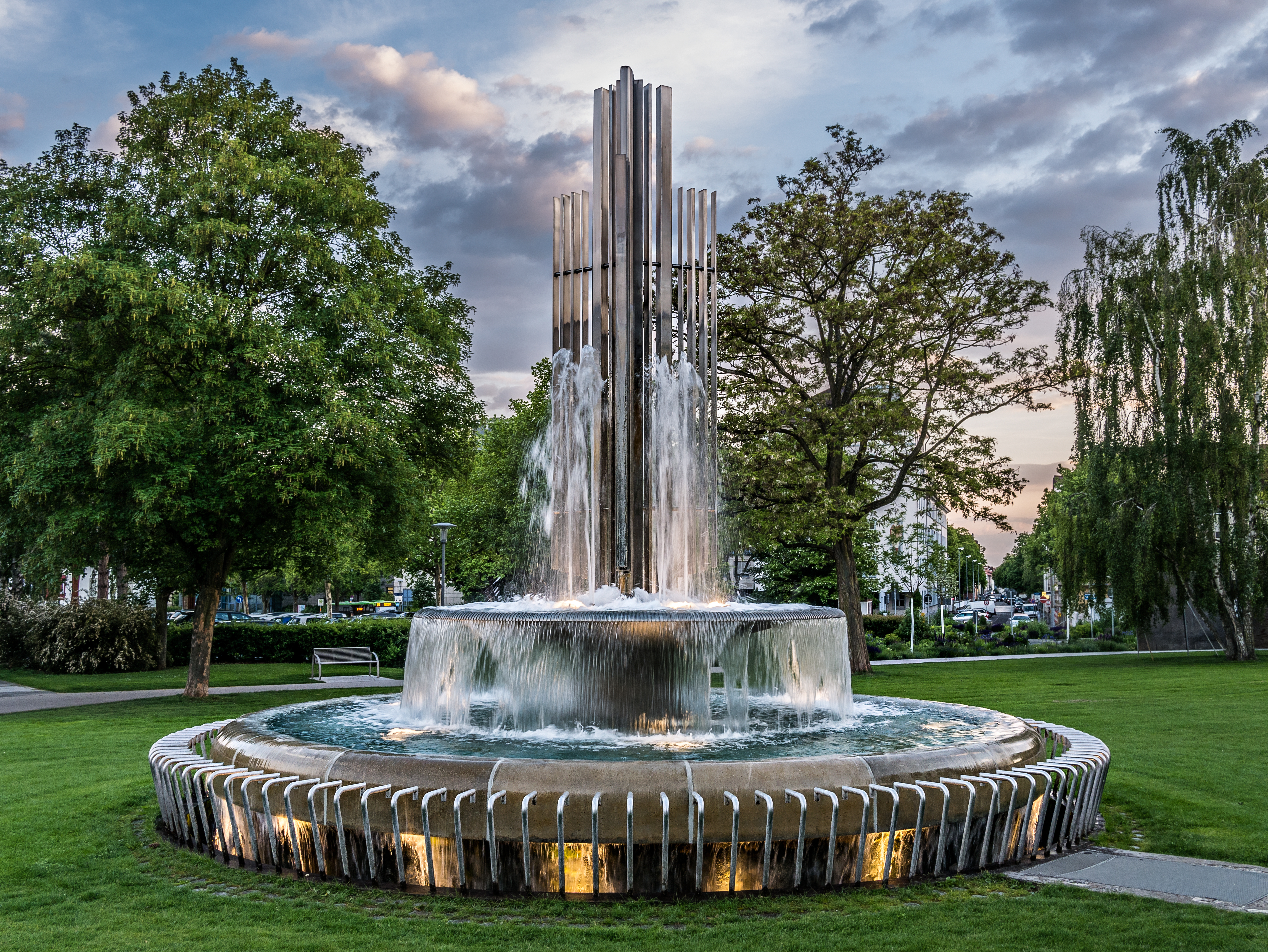
Châteaudun Park, Brunnen (1966)
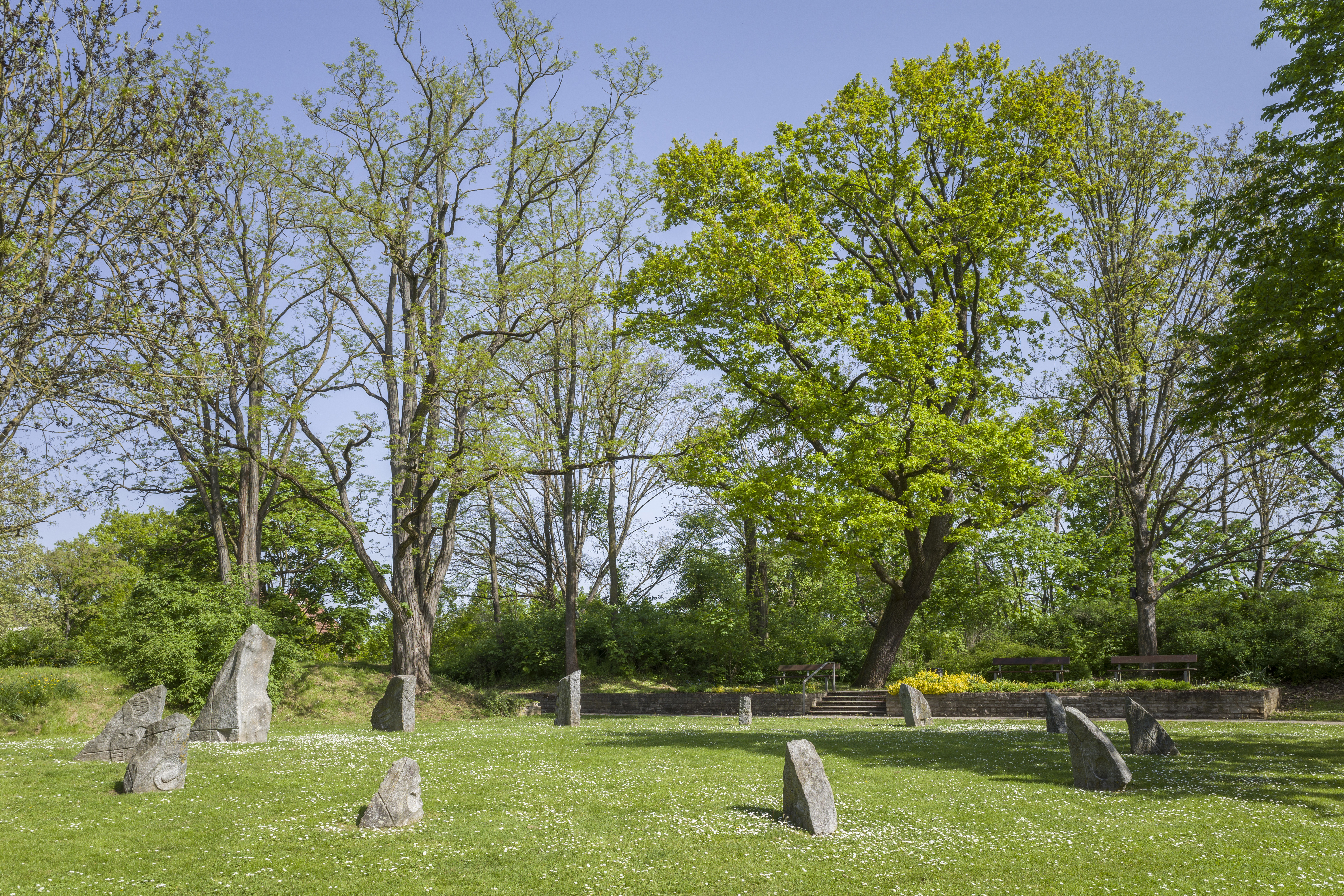
Steinkreis beim Baum der Freundschaft im Motherwell-Park
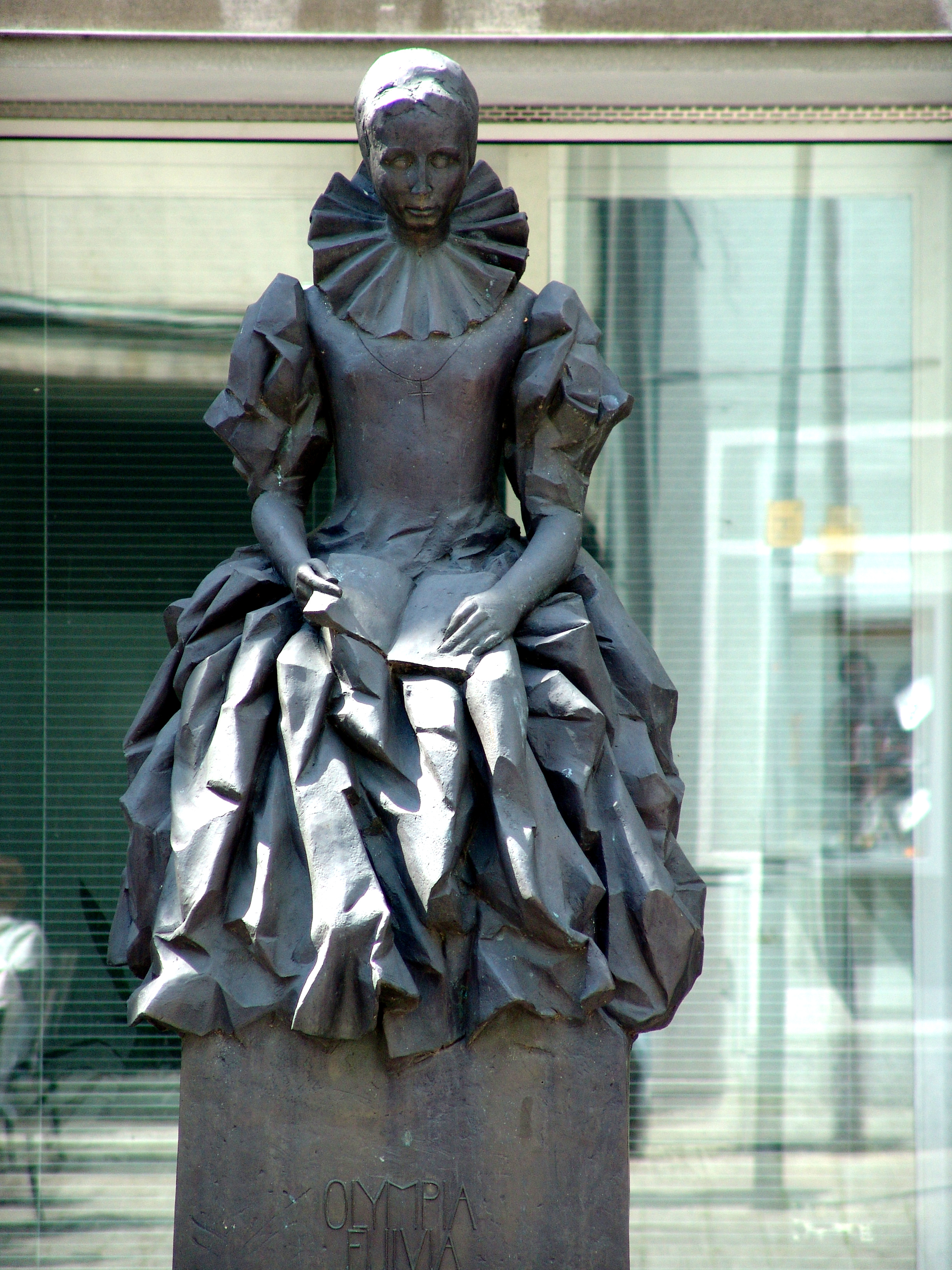
Olympia Fulvia Morata in der Brückenstraße
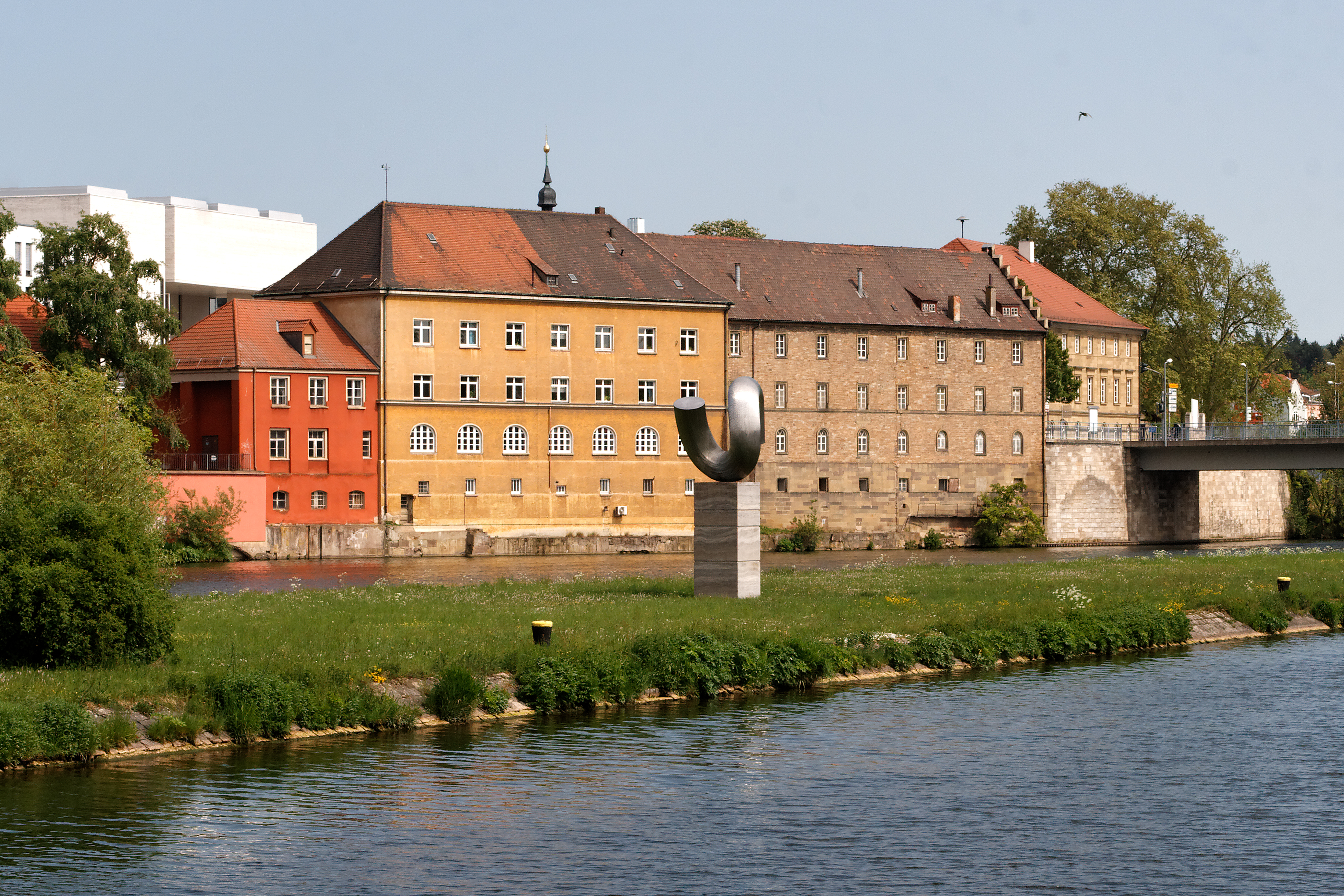
Anker auf der Schleuseninsel
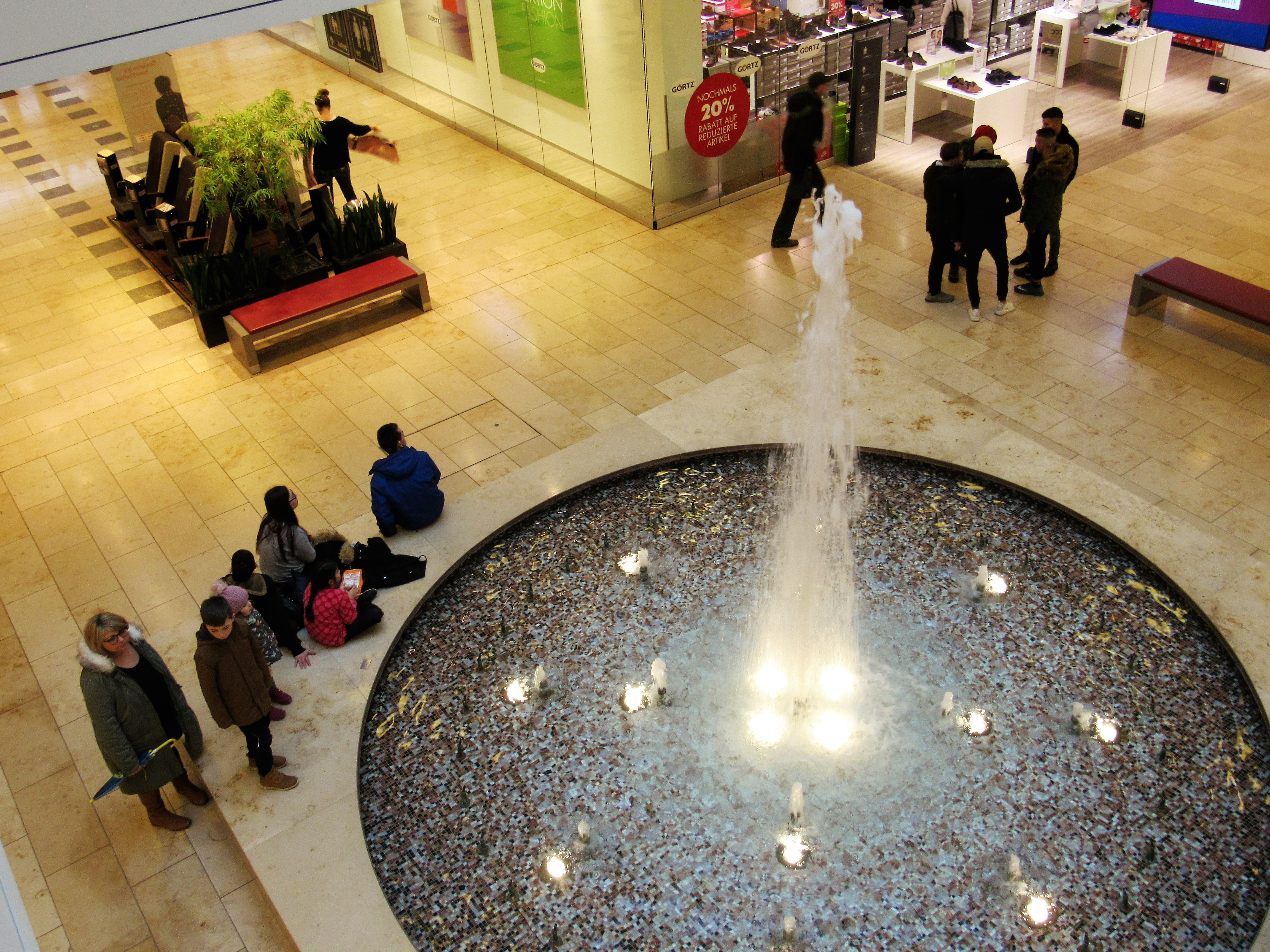
Brunnen in der Stadtgalerie Schweinfurt (2009)
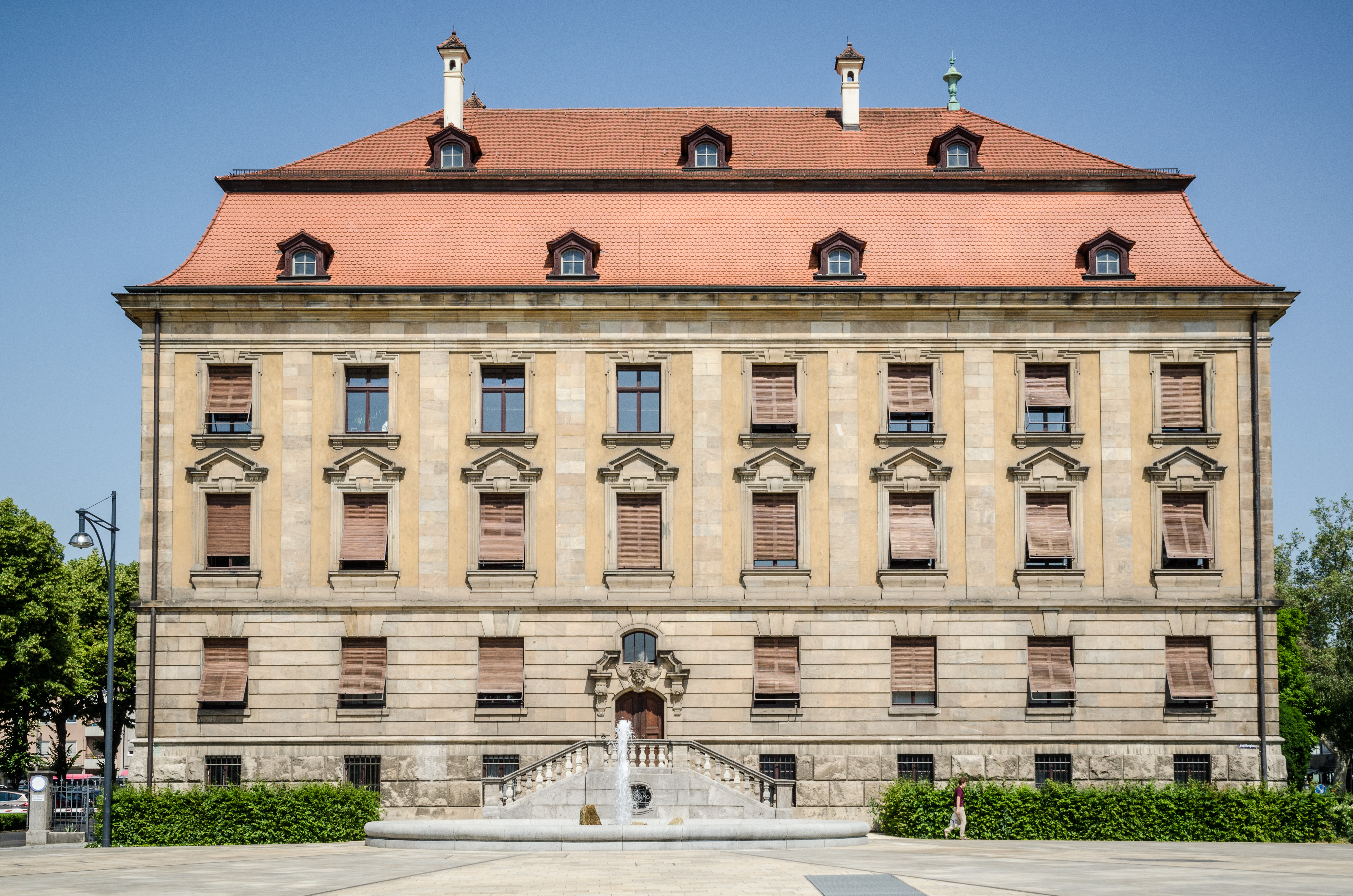
Springbrunnen am Schillerplatz (2009)

## Industrie-Denkmäler

### Greiferdrehkran
Ein Greiferdrehkran der Firma Noell aus Würzburg von 1926 steht als Industriedenkmal an der Mündung des Marienbachs in den Main. Der Kran war bis in die 1970er Jahre an derselben Stelle bei der damaligen Sandbaggerei Blum im Einsatz. Dort am Mainufer befand sich in der Nähe am Zollhof seit vielen Jahrzehnten die ausgewiesene und wegen der Rücksichtnahme auf die Touristen der Anlegestelle für Kreuzfahrtschiffe 2009 ersatzlos aufgelöste Strecke für Straßenprostitution.

### Alter Hafenkran
Ein weiteres Kranen-Denkmal von 1852 am Ziehweg, dem einstigen Weg an der Gutermann-Promenade, stammt von der kleinen Maschinenfabrik Joh. Wilh. Spaeth aus Nürnberg, die 1835 die von der Robert Stephenson and Company' aus Newcastle gelieferten Einzelteile für die Lokomotive Adler der ersten deutschen Eisenbahn zusammenbaute.

### Walzenwehr-Denkmal
Das Walzenwehr-Denkmal (1965) an der Gutermann-Promenade zeigt die originale Kettenaufzugsvorrichtung des ersten Walzenwehrs der Welt von 1903 von MAN (siehe: Staustufe Schweinfurt, Walzenwehr).

### SKF-Jugendstiltore
Beim Abbruch des Werks 1 der Schwedischen Kugellagerfabriken SKF in der Schrammstraße ab der Jahrtausendwende wurden zwei Jugendstil-Tore (ca. 1908) ausgebaut. Eines wurde 2009 nahe am ursprünglichen Ort, in der Sattlerstraße, an der neu errichteten Stadtgalerie Schweinfurt wieder aufgebaut. Das zweite Tor war einige Jahre zuvor in der Europa-Allee, in der Mitte des ersten Kreisverkehrs an der Einfahrt in den Industrie- und Gewerbepark Maintal aufgestellt worden.

### Duplikat des Great Beijing Wheel-Lagers
Ein Duplikat des Great Beijing Wheel-Lagers (2012) steht ebenfalls im Châteaudun-Park vor dem Stadttheater. Nachdem FAG Kugelfischer in Schweinfurt die beiden Pendelrollenlager für das London Eye entwickelt und gebaut hatte, wurde sie beauftragt, die Lager für das größte, 208 m hohe Riesenrad der Welt im Chaoyang-Park in Peking zu entwickeln. Die Bauarbeiten begannen 2006, der geplante Fertigstellungstermin 2008 zu den Olympischen Spielen wurde nicht eingehalten und 2010 wurden die Arbeiten eingestellt, da die zuständige Firma Insolvenz anmeldete. Darauf wurde ein funktionsuntüchtiges Duplikat der beiden Pekinger Lager zu je 10 Tonnen Gewicht und einem Außendurchmesser von 3,20 m am Stadttheater aufgestellt. Der Innendurchmesser des Lagers entspricht exakt dem Außendurchmesser des Lagers des London Eye.

Industrie-Denkmäler
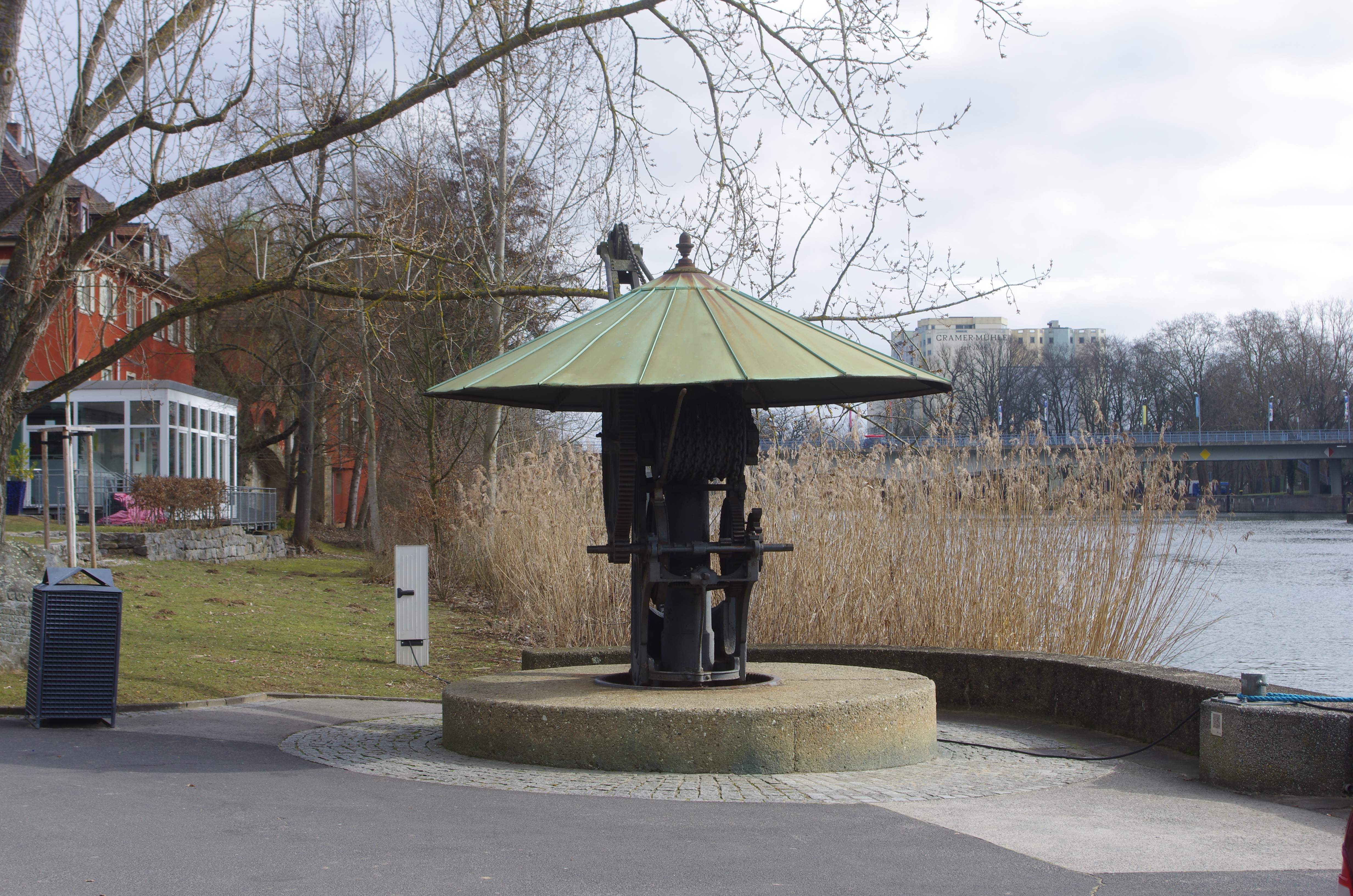
Kran, Gutermann-Promenade (1852)
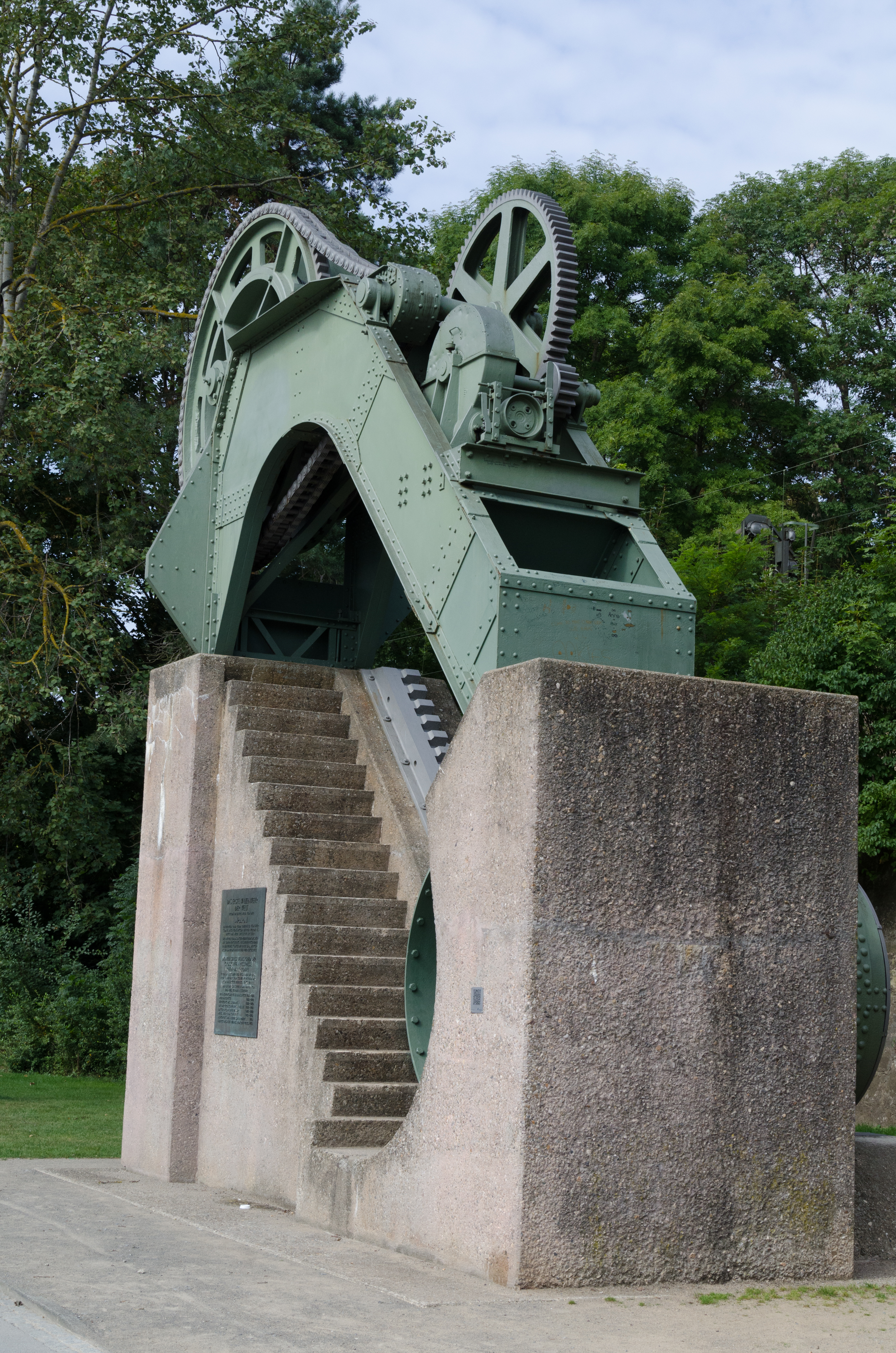
Walzenwehr-Denkmal, Gutermann-Promenade (1903/1965)
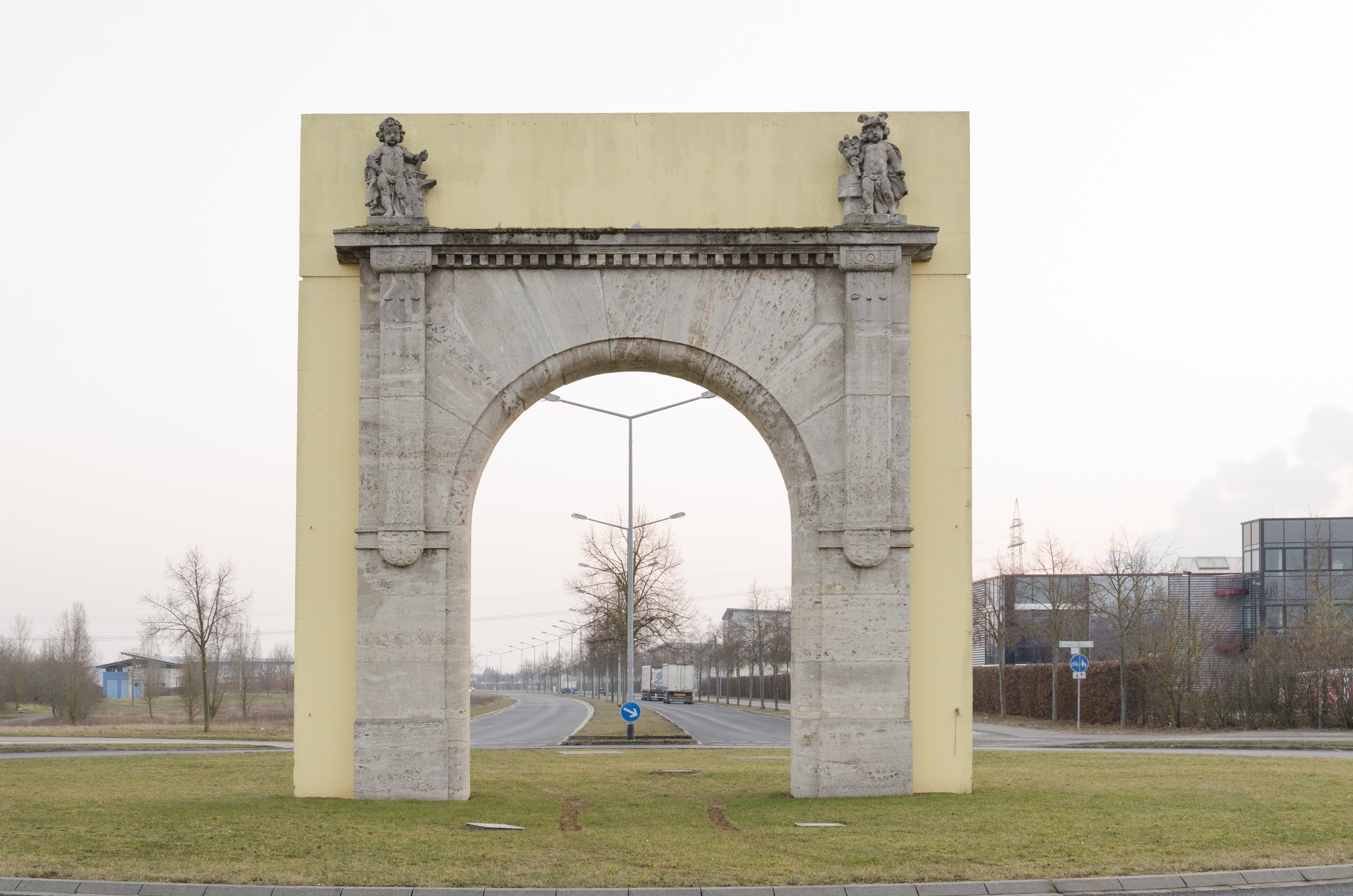
SKF-Jugendstiltor, Europa-Allee (1908/2007)
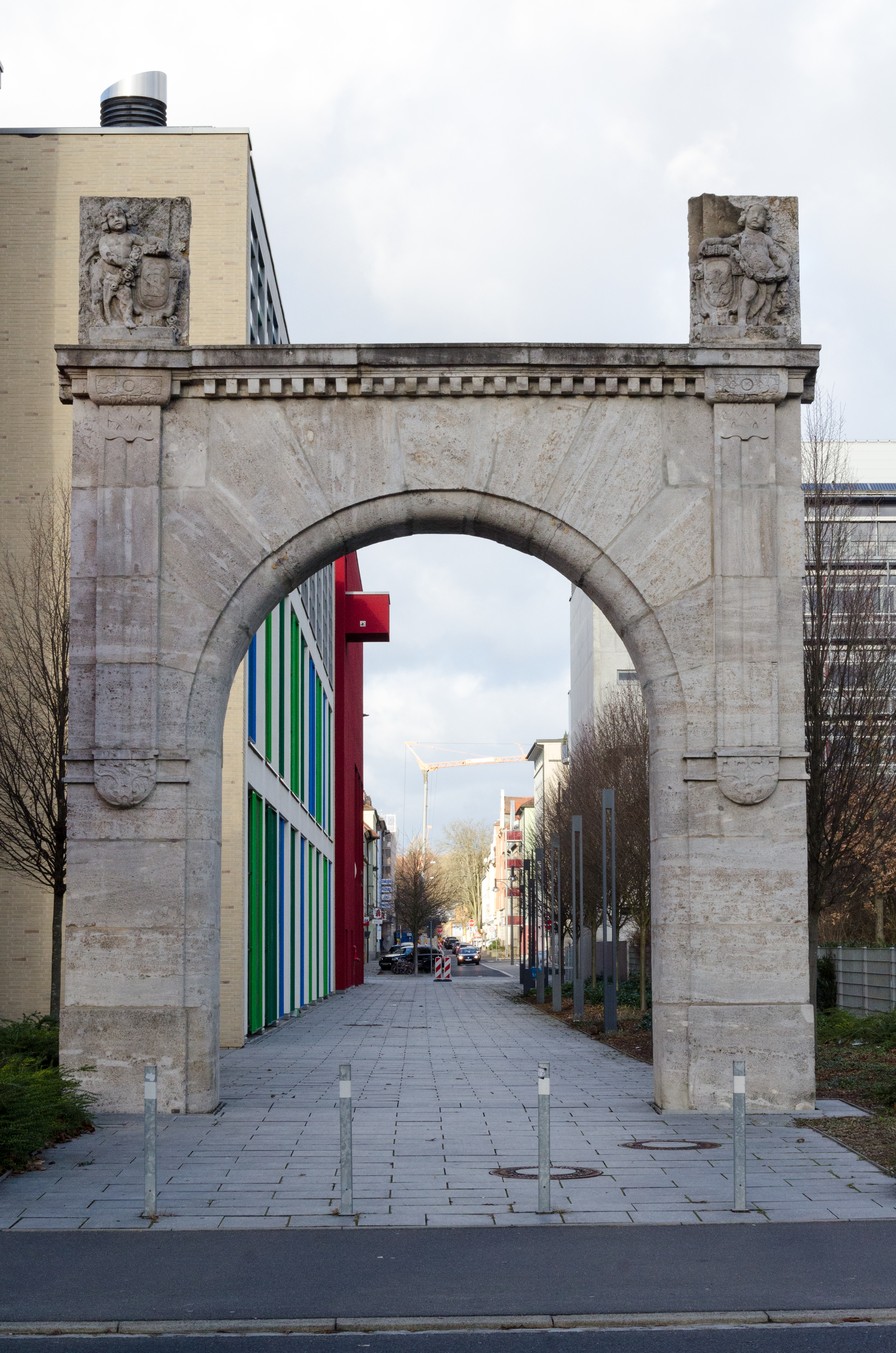
SKF-Jugendstiltor Stadtgalerie (1908/2009)
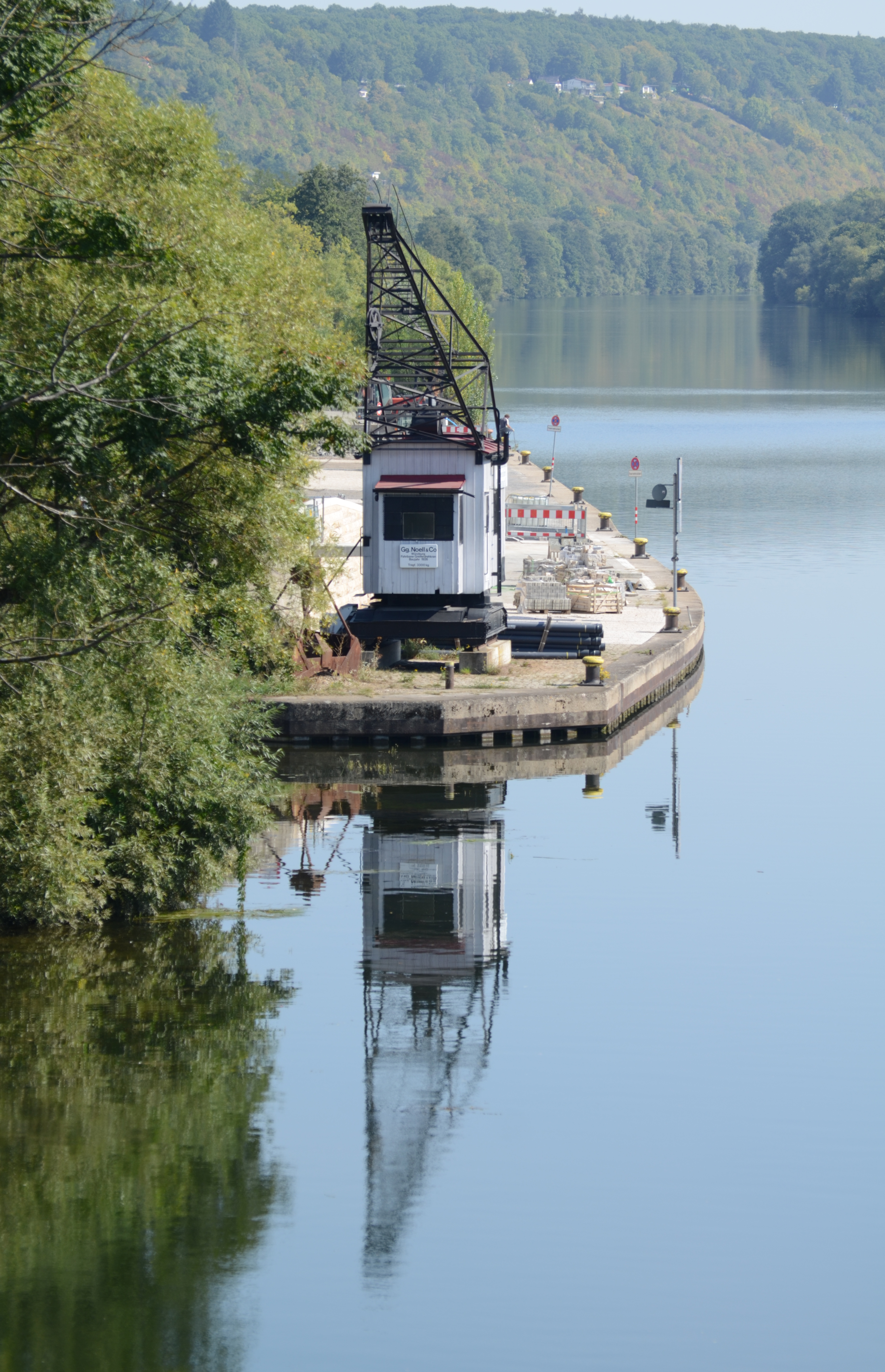
Kran, Mainkai (1926)
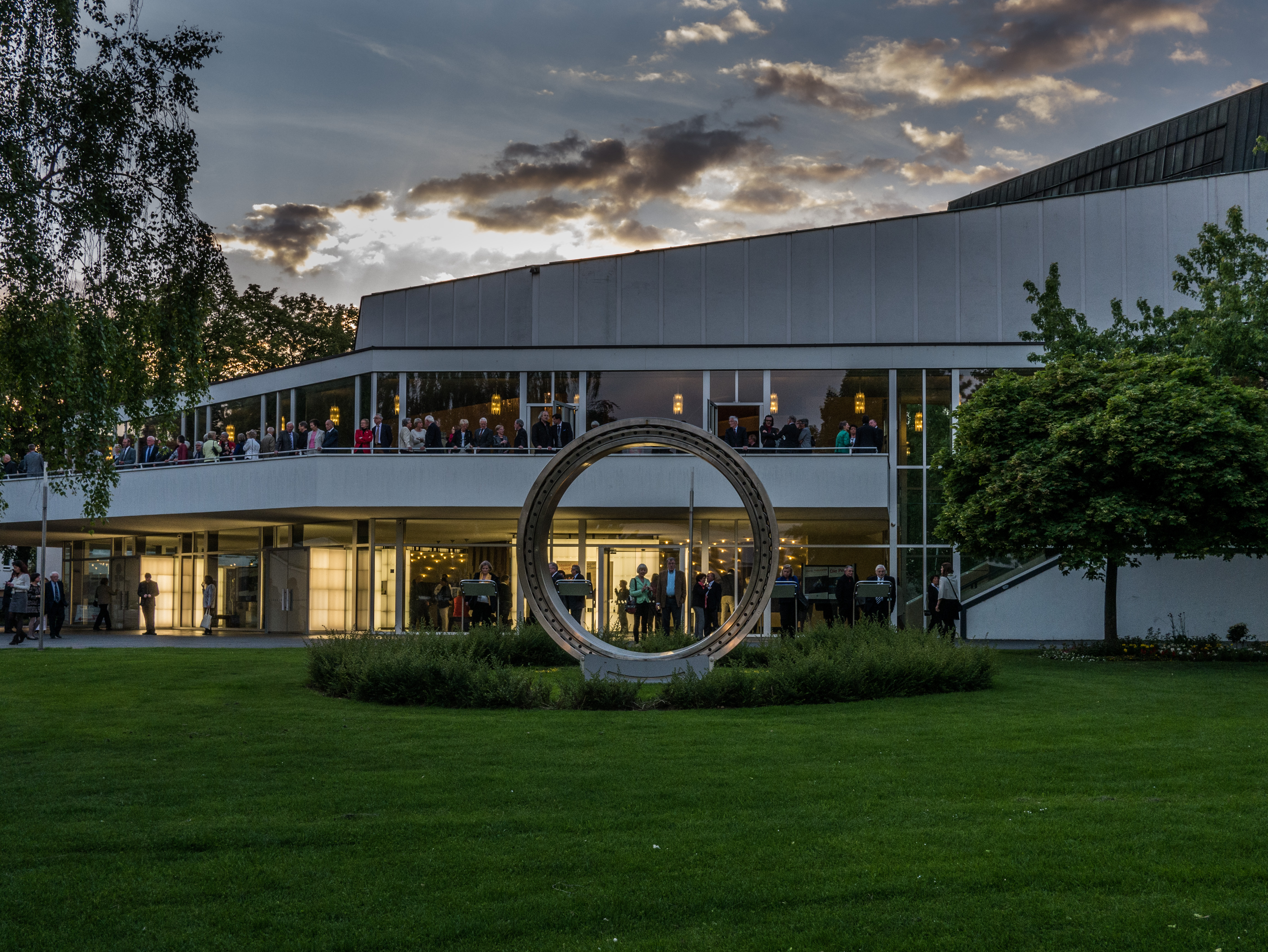
Duplikat des Great Beijing Wheel-Lagers, Stadttheater (2012)

## Gedenkstätten und Mahnmale

### Gedenkort für die Opfer der Zwangsarbeit
Der Gedenkort für die Opfer der Zwangsarbeit (2011) von Herman de Vries ist ein 3 km langer Lagerweg und Gedenkort mit drei Linden am Main in Oberndorf. Der Weg führt entlang des ehemaligen Zwangsarbeiterlagers von Kugelfischer als Gedenkstätte für die über 10.000 Zwangsarbeiter, die auch aus Kriegsgefangenen rekrutiert wurden und in der Schweinfurter Rüstungsindustrie arbeiten mussten. Bei Bombenangriffen kamen viele Zwangsarbeiter ums Leben, da die meisten nicht in den Luftschutzbunkern der Stadt Schutz suchen durften, mit Ausnahme von Möglichkeiten die die Widerstandsgruppe Gelbe Birke ihnen bot (siehe: Schweinfurt, Nationalsozialismus).
Der holländische Künstler wies darauf hin, dass der erste Satz der Deutschen Verfassung, „Die Würde des Menschen ist unantastbar“, den er in einen Stein einmeißelte, in keiner Verfassung eines anderen Landes stehe – „einer wunderbaren Verfassung, zustande gekommen Dank der Erfahrungen aus der Geschichte.“ Es gab öffentliche Kritik, dass es in der Stadt lange Zeit kein entsprechendes Denkmal gab und schließlich eine private Initiative diese Lücke schließen musste.
Siehe auch: Schweinfurter Industriegeschichte, Zweiter Weltkrieg

### Gedenkstein für die Opfer von Flucht, Vertreibung und Zwangsarbeit
Ein Gedenkstein für die Opfer von Flucht, Vertreibung und Zwangsarbeit (2014) von Steff Baur befindet sich im Alten Friedhof. Der linke Teil des Steins hat die untere Innenform des Buchstabens „N“ für „nemec“, was Deutscher in den slawischen Sprachen heißt. Das „N“ war das Zeichen, das Deutsche in den Vertreibungsgebieten auf einem Stoffstück oder Armband tragen mussten, analog zum „KG“ der Kriegsgefangenen oder „OST“ der Ostarbeiter im nationalsozialistischen Herrschaftsgebiet. Auf einer Bronzetafel auf dem rechten Stein stehen Dankesworte an die Stadt Schweinfurt für die Aufnahme von 32.000 Flüchtlingen, Vertriebenen und Spätaussiedlern.
Siehe auch: Schweinfurter Industriegeschichte, Zweiter Weltkrieg

### Mahnmal zur Deportation der Sinti und Roma
Ebenfalls im Alten Friedhof befindet sich ein Mahnmal zur Deportation der Sinti und Roma in der Zeit des Nationalsozialismus. Es wurde 2013 eingeweiht und entstand durch eine Initiative des Landesverbands Bayern des Verbands Deutscher Sinti und Roma. Die Kulturstiftung der Stadt Schweinfurt finanzierte den Gedenkstein, den ebenfalls Steff Bauer schuf, mit der Inschrift:
„Zum Gedenken an die Schweinfurter Sinti und Roma, die dem nationalsozialistischen Völkermord in Auschwitz und anderen Vernichtungslagern zum Opfer fielen“
Zur Einweihung kamen der Vorsitzende des Landesverbands Bayern Erich Schneeberger, die Holocaustüberlebende Klara Reinhardt und Oberbürgermeister Sebastian Remelé. Bekannt ist die Deportierung von drei Schweinfurter Sinti: Anna Mettbach (geb. Kreuz), Rosa Kreuz und Adelgunde Winter. Nur Anna Mettbach überlebte, Rosa Kreuz und Adelgunde Winter wurden in Auschwitz ermordet. Die genaue Zahl der aus Schweinfurt während des Nationalsozialismus deportierten Sinti und Roma ist unbekannt.

### Deutsch-amerikanisches Luftkriegsdenkmal
1998 wurde vor dem Hochbunker am Spitalseeplatz das deutsch-amerikanische Luftkriegsdenkmal errichtet. Das vom Schweinfurter Künstler G. Hubert Neidhart geschaffene Mahnmal gilt als erstes und einziges seiner Art in Deutschland. Es wurde gemeinsam von den ehemaligen Kriegsgegnern konzipiert und finanziert. Es erinnert insbesondere an den „Black Thursday“, den  14. Oktober 1943, als die Amerikaner über Schweinfurt ihre größte Luftniederlage erlitten. Von den Bomberbesatzungen verloren 600 Menschen ihr Leben.
Die einstigen Feinde im Zweiten Weltkrieg, die Bomberbesatzungen und die als Luftwaffenhelfer eingesetzten deutschen Oberschüler in den Flak-Stellungen in und um Schweinfurt wurden Freunde. Dafür trägt auf US-Seite die Second Schweinfurt Memorial Association (SSMA) Sorge, die schon in ihrem Namen auf den zweiten Angriff auf Schweinfurt vom 14. Oktober 1943 Bezug nimmt. Rund 100 Piloten und Besatzungsmitglieder, die diese Luftschlacht überlebt hatten, haben die Veteranenvereinigung Mitte der 1970er Jahre in Amerika ins Leben gerufen.
1993 hatte die SSMA erstmals Kontakt zu den einstigen Luftwaffenhelfern in Schweinfurt aufgenommen. Bei den sich anschließenden ersten Treffen reifte schließlich die Idee, das gemeinsame Mahnmal als erstes außerhalb der USA zu errichten. Höhepunkt des Gesellschaftslebens sind die jährlichen Treffen (Reunions) der SSMA an 14. Oktober in den USA und in Schweinfurt.
Wie der Text auf der Stahlplatte besagt, ist das Luftkriegsdenkmal ausdrücklich den Opfern aus beiden Nationen gewidmet und ebenso den zivilen Opfern des gesamten Luftkriegs.
2019 besuchte der 95-jährige Roland Martin aus Kalifornien das Denkmal. Wenige Tage vor seinem 20. Geburtstag wurde der jüngste Pilot der US-Luftwaffe mit einem Boeing B-17-Bomber, der sogenannten Fliegenden Festung (Flying Fortress) über Schweinfurt abgeschossen.
Siehe auch: Geschichte Schweinfurts, Zweiter Weltkrieg (Drittes Stadtverderben)